# Phone Bhoot
Phone Bhoot (trad. fantasma del teléfono) es una película de comedia sobrenatural india en idioma hindi de 2022 dirigida por Gurmmeet Singh y producida por Farhan Akhtar y Ritesh Sidhwani bajo la etiqueta de Excel Entertainment. La película está protagonizada por Katrina Kaif, Ishaan Khatter, Siddhant Chaturvedi y Jackie Shroff. Se estrenó en cines el 4 de noviembre de 2022 con respuestas mixtas de la crítica.

## Trama
Major y Gullu son dos jóvenes desempleados que aspiran a convertirse en exorcistas. Siempre rezan a su amiga íntima 'Raaka', una estatua, para que les ayude a aliviar su pobreza. Deciden organizar una fiesta de Halloween de fantasmas. A medianoche, los ojos brillantes de Raaka se cerraron. En el proceso de repararlo, Major y Gullu se electrocutan y entran en el reino de los muertos, donde conocen a Ragini, un fantasma benévolo que promete ayudarlos a lograr su sueño a cambio de un favor. Major y Gullu aceptan el trato. El trato es ayudar a alcanzar moksha (salvación) para las almas depravadas exponiendo a los criminales que les hicieron daño en la vida. A cambio, Ragini ayudará a Major y Gullu a ganar dinero.
Inspirados por ella, el dúo inicia una empresa «Phone Bhoot» y ella los ayuda. Su negocio eventualmente crece y alcanza fama. Atmaram, un tantra malvado, se pone celoso cuando Phone Bhoot está destruyendo su negocio y trata de destruirlos, pero Ragini frustra sus esfuerzos. Atmaram se entera de que Ragini no es otro que el amante fallecido del difunto rey Raja Dushyant Singh. Ambos fueron asesinados en un accidente automovilístico orquestado por el propio Atmaram para poner fin al reinado de Dushyant como rey. En el presente, Atmaram captura a Ragini en una botella durante el eclipse lunar cuando los poderes de Ragini son más débiles. Major y Gullu se sienten engañados al darse cuenta de que Ragini los manipuló para vengarse de Atmaram. El alma de Dushyant ahora está cautiva por Atmaram en su tesoro de botellas mágicas.
El dúo se enfrenta a otro fantasma benévolo al que previamente habían ayudado con Ragini. Este fantasma revela que Ragini está en graves problemas y requiere su ayuda para liberar muchas almas de Atmaram, incluida la de Dushyant. Major y Gullu cambian de opinión y se enfrentan a los de Atmaram, pronto se les une su ahora animado Raaka y liberan a Ragini. Más tarde, otras almas a las que ayudaron, liberaron o ayudaron a alcanzar la salvación se unieron a ellos también para derrotar a Atmaram y arrojarlo al fuego del infierno del inframundo. Dushyant ahora es libre. Ragini y Dushyant se reúnen en su forma metafísica y les aseguran a Major y Gullu que ayudarán cuando sea necesario.
La película termina con un indicio de secuela.

## Reparto
- Katrina Kaif como Ragini Maheshwari
- Ishaan Khatter como Galileo Parthasarthy alias Gullu
- Siddhant Chaturvedi como Sherdil Shergill alias Major
- Naufal Azmir Khan como Raghu Jadhav
- Jackie Shroff como Atmaram Dhyani
- Sheeba Chaddha como Chikni Chudail
- Nidhi Bisht como Lady Diana (Daayan)
- Anuksha Suguna Pushparaj como Lavanya
- Manu Rishi Chadha
- Armaan Ralhan como Dushyant Singh
- Pulkit Samrat como Hunny (cameo)
- Varun Sharma como Choocha (cameo)
- Manjot Singh como Lali (cameo)
- Manuj Sharma como Rahu
- Shrikant verma como Ketu
- Mohit Thakur como Jonny Dushman
- MD Abu Yousuf
- Vipul Deshpande como Mr. Kulkarni

## Banda sonora
La primera canción, «Kinna Sona», se lanzó el 13 de octubre de 2022. Cantada por Tanishk Bagchi y Zahrah S Khan. Letra y compuesta por Bagchi.
La segunda canción, «Kaali Teri Gut», se lanzó el 18 de octubre de 2022. Cantada por Romy y Sakshi Holkar. Compuesta por Roy y letra de Kumaar.
Las otras canciones se lanzaron en el álbum el 18 de octubre de 2022. El video oficial de la tercera canción «Phone Bhoot Theme» se lanzó el 31 de octubre de 2022.
| N.º   | Título                     | Letras         | Cantante(s)                    | Duración |  |
| 1.    | «Kinna Sona»               | Tanishk Bagchi | Tanishk Bagchi, Zahrah S. Khan | 3:18     |  |
| 2.    | «Kaali Teri Gutt»          | Kumaar         | Romy, Sakshi Holkar            | 3:17     |  |
| 3.    | «Phone Bhoot Theme»        | Baba Sehgal    | Baba Sehgal                    | 3:07     |  |
| 4.    | «Jaau Jaan Se»             | Kumaar         | Rochak Kohli, Lisa Mishra      | 3:17     |  |
| 5.    | «Jaau Jaan Se» (Chill Mix) | Kumaar         | Rochak Kohli, Lisa Mishra      | 3:20     |  |
| 16:19 |                            |                |                                |          |  |

## Producción
El rodaje comenzó el 12 de diciembre de 2020 en Bombay.

## Recepción
Phone Bhoot recibió críticas mixtas de los críticos. Rachana Dubey de The Times of India calificó la película con 3,5 de 5 estrellas y escribió: «Gurmmeet Singh presenta una comedia de terror única que se aleja de la mayor parte del material que se ha visto en lo que va del año. Por eso mismo, esta merece una visita al teatro». Nairita Mukherjee de India Today calificó la película con 3,5 de 5 estrellas y escribió: «Phone Bhoot depende en gran medida de Katrina Kaif y, honestamente, hace todo lo posible para realizar la película. Donde ella falla, los creadores han colocado estratégicamente a Ishaan y Siddhant, ambos conocidos por su valiente ritmo cómico, para agregar un impulso a Redbull». Devesh Sharma de Filmfare calificó la película con 3 de 5 estrellas y escribió: «Phone Bhoot es quizás la comedia de terror más tonta que jamás hayas visto». Bollywood Hungama calificó la película con 3 de 5 estrellas y escribió: «Phone Bhoot tiene una excelente primera mitad con todos los ingredientes de una comedia de terror juvenil y divertida. Sin embargo, la segunda mitad podría haber sido mejor. En taquilla, la película atraerá a un público amante de las comedias de terror». Soumyabrata Gupta de Times Now calificó la película con 3 de 5 estrellas y escribió: «Phone Bhoot es un viaje de terror alucinante que podría haber funcionado mejor con algunos episodios más en la tabla de cortar». Saibal Chatterjee de NDTV calificó la película con 2,5 de 5 estrellas y escribió: «Phone Booth no es un acuerdo trascendental ni revolucionario para el género, pero tiene la sensación de una fiesta de sombrereros locos donde todo vale». Pratikshya Mishra de The Quint calificó la película con 2,5 de 5 estrellas y escribió: «La comedia original de la película rara vez funciona, excepto cuando estrellas como Jackie Shroff y Sheeba Chaddha están trabajando». Sukanya Verma de Rediff calificó la película con 2,5 de 5 estrellas y escribió: «Phone Bhoot sería mucho más memorable si no fuera simplemente un baile de disfraces que se quita el sombrero en Hollywood, Bollywood, Fukrey, Thalaivaa, una heroína que bebe jugo de mango como pocos o un héroe que no puede dejar de tocar su flauta». Sanyukta Thakare de Mashable calificó la película con 2,5 de 5 estrellas y escribió: «Phone Bhoot no es la elección perfecta, pero vale la pena verlo para una sesión de relajación cuando estás borracho con tus amigos».